# Драчук Віктор Семенович
Ві́ктор Семе́нович Драчу́к — український археолог радянських часів, доктор історичних наук (1981).

## З життєпису
Народився 1936 року в Рудому Селі Володарського району Київської області. 1958 року закінчив Київський університет.
Від того часу працював у Інституті археології АН УРСР. З 1968 року — старший науковий співробітник відділу археології Криму, вивчав скіфо-сарматські знаки.
Брав участь у роботі Мезинської (1958), Радомишльської (1959) та Кременчуцької (1960) археологічних експедицій.
Протягом 1978—1979 під його керівництвом здійснено експедицію для вивчення наскельних зображень в кримському урочищі Сари-Куя.
В 1980—1982 роках організовував роботу євпаторійського загону Південно-Кримської експедиції, який досліджував Керкінітиду.
Поєднував наукову роботу поєднував з літературною та суспільною діяльністю. Є автором низки наукових та науково-популярних книг, написаних на кримському матеріалі, в тому числі
- «Написи на камені», 1971,
- «У пошуках загадкових зображень», 1972,
- «Таємниці геральдики», 1974,
- «Системи знаків Північного Причорномор'я: тамгоподібні знаки Північнопонтійської периферії античного світу перших віків нашої ери», 1975,
- «Дорогами тисячоліть», 1976,
- «Оповідає геральдика», 1977.